# Bernhard Diethelm
Bernhard «Beni» Diethelm  (* 4. März 1983 in Lachen, Kanton Schwyz) ist ein Schweizer Politiker (parteilos; zuvor SVP). Er war von 2016 bis 2024 Mitglied des Kantonsrats, des kantonalen Parlaments von Schwyz. National bekannt wurde er wegen seiner Opposition gegen COVID-19-Schutzmassnahmen, und 2023 wegen einer noch nicht rechtskräftigen Verurteilung wegen Gewaltdelikten und verbotener Pornografie.

## Karriere und Familie
Diethelm ist gelernter Koch, römisch-katholisch und ledig. Er ist der älteste von vier Söhnen einer Primarlehrerin und eines pensionierten Revierförsters. 
Diethelm begann nach der obligatorischen Schulzeit eine Ausbildung als Koch im Hotel-Restaurant Waldheim in Risch ZG. Von 2004 bis 2005 war Diethelm zur Weiterbildung an der Hotelfachschule Belvoirpark. Es folgten Anstellungen als Koch und später als Küchenchef in verschiedenen Restaurants bzw. Gasthäusern.
Diethelm diente in der Schweizer Armee als Fourier.

## Politische Tätigkeit
Diethelm war Gemeinderat von Vorderthal, bevor er 2016 für die SVP in den Kantonsrat gewählt wurde. Dort war er Mitglied in der Kommission für Gesundheit und Soziale Sicherheit sowie Ersatzmitglied in der Staatswirtschaftskommission. In der römisch-katholischen Kirchgemeinde Wägital ist er Kirchenschreiber und Mitglied des Kirchenrats. 2003 kandidierte Diethelm für die Junge SVP erfolglos für den Nationalrat.
In seiner politischen Tätigkeit fiel Diethelm mit ausgesprochen konservativen Positionen auf. Die Neue Zürcher Zeitung nannte Diethelm einen «Corona-Rebell» und «Sprachrohr der konservativsten Ecke der Schweiz». 2019 verteidigte er einen Parteikollegen, der auf Facebook schrieb «Das Einzige, was wieder nach Deutschland gehört, ist ein neuer Onkel Dolf»; damit sei, so Diethelm, nicht Adolf Hitler gemeint gewesen. Während der COVID-19-Pandemie stellte er sich gegen die Schutzmassnahmen der Behörden. 2007 setzte sich Diethelm in einem Leserbrief im Boten der Urschweiz für den verurteilten Holocaustleugner Philippe Brennenstuhl ein. Daraufhin veröffentlichte das Blatt einen Artikel mit dem Titel «Braune Hilfe von JSVP-Sekretär». Eine Beschwerde von Diethelm beim Schweizer Presserat war erfolglos.
Als politische Ziele nennt Diethelm auf seiner Website u. a.: Einen Stopp dem Asylmissbrauchs («für eine konsequente Gangart in der Asyl- und Migrationspolitik!»), die Stärkung des traditionellen Gewerbes und einen Abbau der Bürokratie, den «Erhalt unserer Volksrechte – gegen den Ausverkauf unserer Heimat!» und die «Besserstellung von traditionell gewachsenen Familienstrukturen».
Nach seiner erstinstanzlichen Verurteilung im Juli 2023 (siehe unten) sistierte er auf Druck der SVP seine Parteimitgliedschaft und politisierte als Parteiloser weiter. Ende November 2023 wurde bekannt, dass er im Frühling 2024 nicht mehr zur Wiederwahl antreten wird.

## Strafverfahren
2023 klagte die Staatsanwaltschaft des Kantons Zürich Diethelm wegen versuchter Vergewaltigung, versuchter sexueller Nötigung, Gefährdung des Lebens, mehrfacher einfacher Körperverletzung, mehrfacher Tätlichkeiten und verbotener Pornografie an. Sie warf ihm vor, eine Prostituierte gewaltsam angegriffen und verletzt zu haben, sowie tierpornografische Bilder besessen zu haben. Diethelm bestritt die Vorwürfe.
Am 3. Juli 2023 sprach das Bezirksgericht Zürich Diethelm von den schwerwiegendsten Vorwürfen frei, verurteilte ihn aber wegen einfacher Körperverletzung, Tätlichkeiten und Pornografie zu einer bedingten Freiheitsstrafe von acht Monaten, einer bedingten Geldstrafe von 120 Tagessätzen und einer Busse von 1000 Franken. Neben der Staatsanwaltschaft hatte auch Diethelm vorsorglich Berufung angemeldet. Im September 2024 erhöhte das Obergericht die bedingte Freiheitsstrafe auf neun Monate. Das Urteil ist noch nicht rechtskräftig, noch steht der Gang vor das Bundesgericht offen.

## Fussnoten
1. 1 2  Erich Aschwanden: Corona und SVP: Beni Diethelm misstraut dem Staat und sagt Nein. In: nzz.ch. 12. Juli 2021, abgerufen am 3. Juli 2023.
2. 1 2  Lebenslauf auf: bernhard-diethelm.ch, abgerufen am 3. Juli 2023.
3. ↑  Profil auf der Website des Schwyzer Kantonsrats. Abgerufen am 2. Dezember 2023.
4. 1 2 3  Tom Felber: SVP-Politiker Bernhard Diethelm rechtfertigt sich: «Um Moral geht es im Prozess nicht». In: nzz.ch. 3. Juli 2023, abgerufen am 3. Juli 2023.
5. ↑  Nationalratswahlen 2003. Abgerufen am 5. Juli 2023 (Liste 3: Junge Schweizerische Volkspartei (JSVP) des Kantons Schwyz).
6. ↑  Corsin Zander: Sexarbeiterin in Zürich gewürgt – Schwyzer SVP-Kantonsrat vor Gericht. In: Der Bund. 3. Juli 2023, abgerufen am 3. Juli 2023.
7. ↑  Lukas Lippert: Auftritt des angeklagten SVP-Kantonsrats – «Mein Sexleben ist privat». In: tagesanzeiger.ch. 28. Juni 2023, abgerufen am 3. Juli 2023.
8. ↑  Ziele auf: bernhard-diethelm.ch, abgerufen am 3. Juli 2023.
9. ↑  «Er sah vermutlich ein, dass es zwecklos ist, weiter zu politisieren». In: 20 Minuten, 29. November 2023.
10. ↑  Tom Felber: SVP-Politiker Bernhard Diethelm zu bedingter Freiheitsstrafe von acht Monaten verurteilt. In: nzz.ch. 3. Juli 2023, abgerufen am 3. Juli 2023.
11. ↑  Lea Schüpbach: Schwyzer SVP-Kantonsrat in Zürich vor Gericht – Regionaljournal Zentralschweiz. In: srf.ch. 23. Juli 2003, abgerufen am 3. Juli 2023.
12. ↑  Barbara Ludwig: Wägitaler Kirchenschreiber soll eine Prostituierte misshandelt haben. In: kath.ch. 21. Juni 2021, abgerufen am 3. Juli 2023.
13. ↑  Prostituierte geschlagen - Bernhard Diethelm (SZ) tritt nicht wieder für die SVP an. In: srf.ch. 29. November 2023, abgerufen am 29. November 2023.
14. ↑  Obergericht Zürich - Schwyzer Ex-Kantonsrat wegen Körperverletzung verurteilt. In: srf.ch. 4. September 2024, abgerufen am 4. September 2024.

| Personendaten    | Personendaten                              |
| ---------------- | ------------------------------------------ |
| NAME             | Diethelm, Bernhard                         |
| ALTERNATIVNAMEN  | Diethelm, Beni                             |
| KURZBESCHREIBUNG | Schweizer Politiker (parteilos; zuvor SVP) |
| GEBURTSDATUM     | 4. März 1983                               |
| GEBURTSORT       | Lachen, Kanton Schwyz                      |